# 馬尼托巴水電局大樓

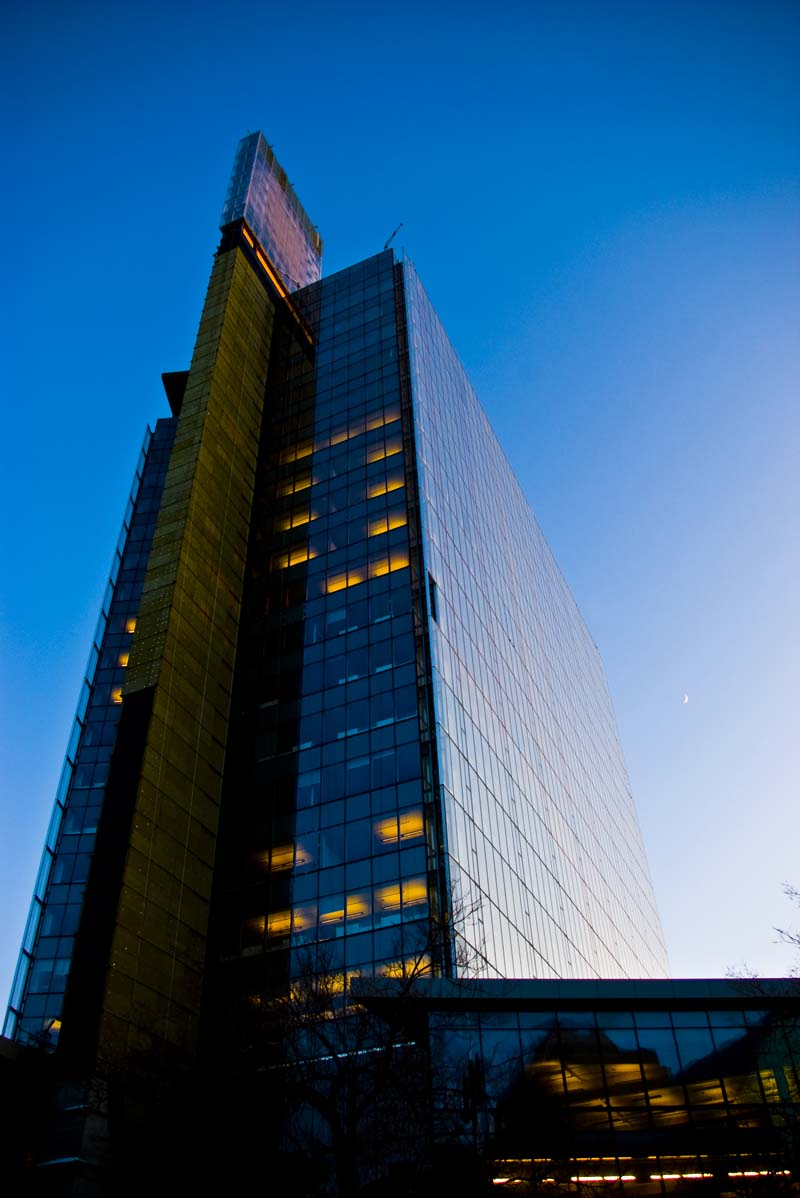
馬尼托巴水電局大樓

馬尼托巴水電局大樓是一幢位於加拿大馬尼托巴省溫尼伯市中心360, Portage Avenue的辦公室大樓。此耗資2.78億加元的大樓在2008年5月建成後會成為溫尼伯第四高的建築物(112.5米)北。馬尼托巴水電局大樓在建成後將會成為曼尼托巴水電局的新總部。
當這大樓建成後，此大樓會成北美洲其中一所最有能源效益的建築物。該建築物比國家規例節省超過60%的能源。